# Placidochromis acutirostris
Placidochromis acutirostris är en fiskart som beskrevs av Mark Hanssens 2004. Placidochromis acutirostris ingår i släktet Placidochromis och familjen Cichlidae. Inga underarter finns listade i Catalogue of Life.